# Harry Vanda
Pour les articles homonymes, voir Vanda (homonymie).
Harry Vanda est un musicien de rock australien né le 22 mars 1946 à La Haye.

## Biographie
Originaire des Pays-Bas, Johannes Hendrikus Jacob van den Berg émigre en Australie avec sa famille en 1963. L'année suivante, il participe à la création du groupe de rock The Easybeats, dont il est le guitariste. Il développe un partenariat d'écriture avec l'autre guitariste du groupe, George Young. Leur duo est à l'origine des chansons les plus connues du groupe, en particulier le tube Friday on My Mind (1966).
Après la séparation des Easybeats, en 1969, Vanda et Young continuent à travailler ensemble. Ils écrivent des chansons pour divers artistes et produisent les premiers albums du groupe AC/DC (mené par les frères de George Young), de High Voltage (1975) à If You Want Blood You've Got It (1978). Le duo Vanda-Young renoue avec le succès à la fin des années 1970 avec leur projet Flash and the Pan.